# Комбіноване мито
Комбіно́ване ми́то — мито, що визначається як поєднання ставок адвалерного
та специфічного мита і нараховується по сумі більшої митної вартості.
Нарахування величини комбінованого мита за товарами, що оподатковуються за комбінованими ставками, здійснюється в три етапи. На першому етапі здійснюється розрахунок величини мита за адвалерною схемою. На другому етапі величина мита нараховується за специфічною схемою. Послідовність може бути й іншою, тобто спочатку нараховується мито за специфічною схемою, а потім за адвалерною. На третьому етапі зіставляються результати нарахування мита і найбільша з них приймається як мито, що має бути сплачене. Тобто застосовуються не обидва види мита, а альтернативний варіант за більшою сумою нарахування.
Практика застосування даного виду мита свідчить, що метою його використання є як фіскальна, так і захисна функції, але домінуючим є ефект захисту національного виробника від конкуренції іноземних товарів. Застосування специфічного і комбінованого ввізного мита усуває неможливість заниження митної вартості товарів і відповідно неможливість ухилення від сплати обов'язкових митних платежів суб'єктами зовнішньоекономічної діяльності шляхом використання такого інструменту, як ціна товару.